# Gisela Robledo
Gisela Gil Robledo (* 13. Mai 2003 in Guacarí) ist eine kolumbianische Fußballspielerin.

## Karriere

### Klub
Von Club Atlas kommend wechselte sie im Januar 2019 zu América de Cali. Bei diesen war sie erst einmal bis September 2021 aktiv und wechselte dann auf Leihbasis bis zum Ende des Jahres zu Independiente Santa Fe. Danach blieb sie aber bei keinem von beiden, sondern schloss sich ab Anfang 2022 in Spanien UDG Tenerife an.

### Nationalmannschaft
Mit der U17 nahm sie an der Weltmeisterschaft 2018 teil und erzielte hier auch die zwei einzigen Tore, für ihre Mannschaft, welche am Ende nach der Gruppenphase ausschied. Danach nahm sie auch noch mit der U20 an der Südamerikameisterschaft 2020 teil, wo sie insgesamt fünf Tore erzielte. Dabei erzielte sie drei davon in dem letzten Gruppenspiel gegen Ecuador. Auch bei der Südamerikameisterschaft 2022 war sie dabei und erzielte auch nochmal sieben Treffer im Turnierverlauf. Bei der Weltmeisterschaft 2022 nur ein paar Monate später erreichte sie mit ihrer Mannschaft dann das Viertelfinale, machte hier aber lediglich zwei Vorlage ohne eigenes Tor.
Für die kolumbianische A-Nationalmannschaft hatte sie ihr Debüt im Jahr 2019. Danach nahm sie mit der Copa América 2022 an ihrem ersten großen Turnier teil. Hier kam sie in vier Partien zum Einsatz. Am Ende verlor sie hier im Finale mit ihrem Team aber gegen Rekordmeister Brasilien mit 0:1. Mit dem Finaleinzug gelang aber zumindest auch die Qualifikation für die Weltmeisterschaft 2023.

## Erfolge
- CONMEBOL Copa Libertadores: 2024